# Praia da Aguda (Fontanelas)
A Praia da Aguda situa-se próximo da localidade de Fontanelas, na atual freguesia de São João das Lampas e Terrugem, no Município de Sintra.
Devido ao risco de queda das arribas, a praia da Aguda deixou de ser classificada como praia em 2008. É uma praia frequentada principalmente por pescadores e pessoas com perfil de aventura. Com acessos difíceis mas com um grande parque de estacionamento.
A praia da Aguda fica a sul da praia do Magoito.

## Localização geográfica da praia da aguda em Sintra
Latitude: 38.85139
Longitude: -9.455557